# Balantiopteryx io
Balantiopteryx io é uma espécie de morcego da família Emballonuridae. Pode ser encontrada no Belize, Guatemala e México.